# Wola Okrzejska
Wola Okrzejska ist ein Dorf im Powiat Łukowski der Woiwodschaft Lublin in Polen. Es ist ein Schulzenamt der Landgemeinde Krzywda und Geburtsort des Nobelpreisträgers Henryk Sienkiewicz, dem ein Museum gewidmet ist.

## Geographie

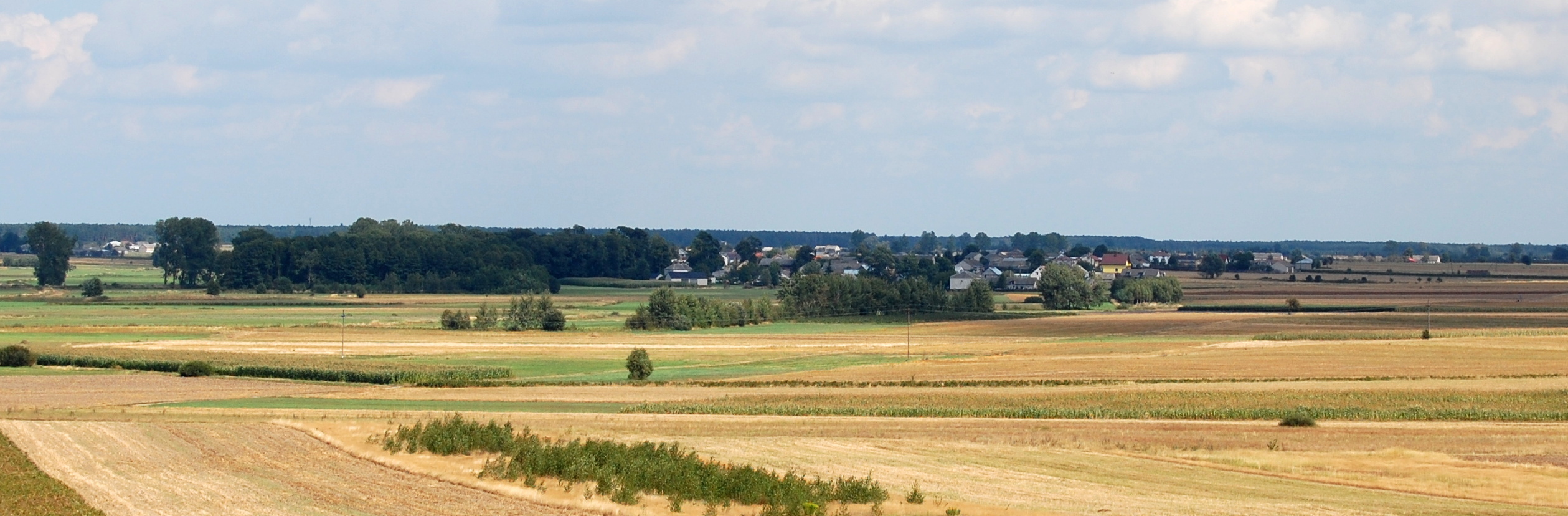
Ansicht des Dorfs, 2008

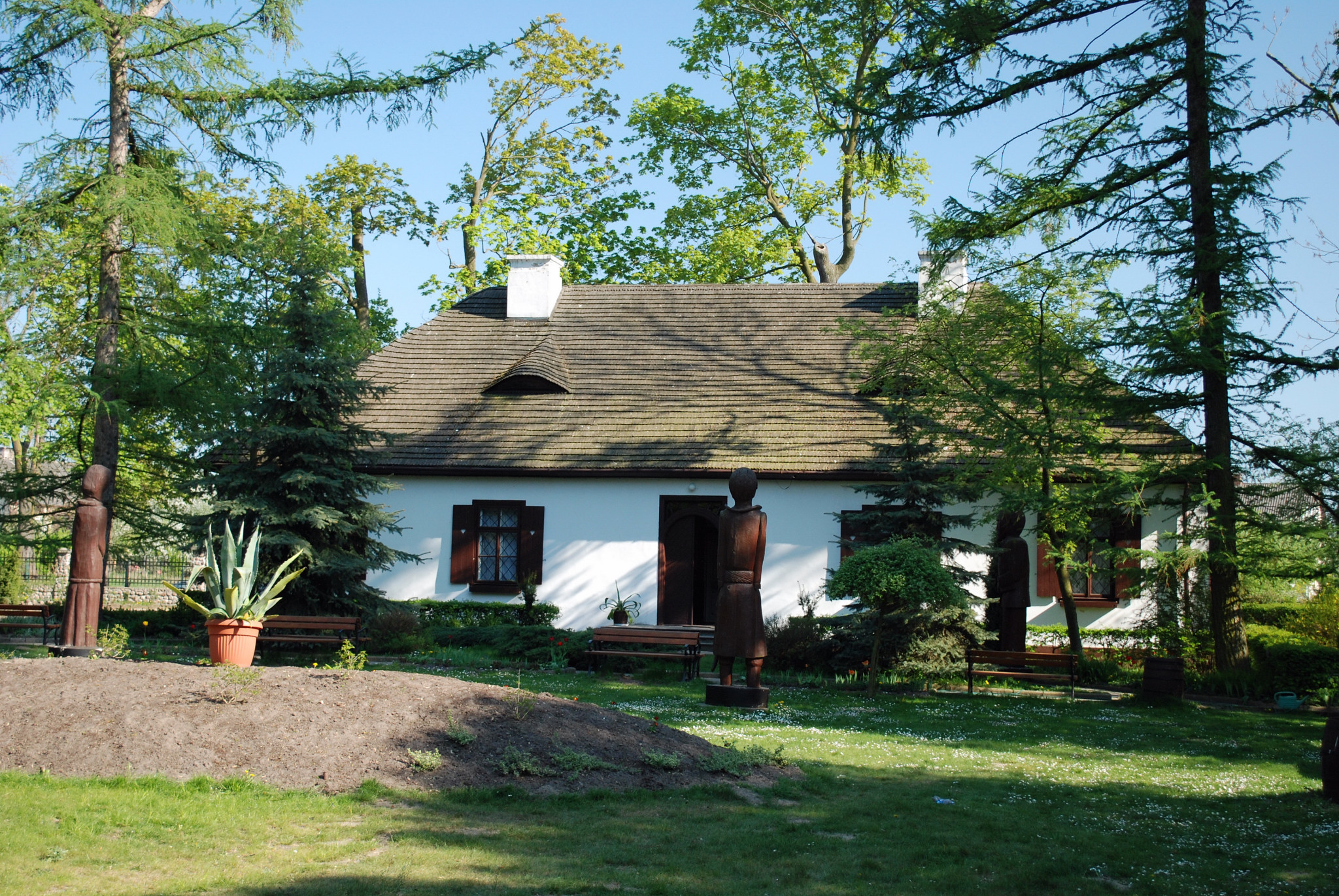
Sienkiewicz-Museum, 2009

Das Dorf liegt im Nordwesten der Woiwodschaft. Die Kreisstadt Łuków liegt 25 Kilometer nordöstlich, Lublin 60 Kilometer südöstlich und Warschau etwa 80 Kilometer nordwestlich. Nachbarorte sind Huta Radoryska im Norden, Hordzieżka im Osten, Lipiny und Urszulin im Süden, Grabów Szlachecki und Wojciechówka im Südwesten sowie Okrzeja im Westen. Zum Dorf und Schulzenamt gehören die Siedlungen Jakubówka, Kobylczyk, Pasmug und Zagórze sowie der Ortsteil Majątek.
Das Gebiet der Landgemeinde Krzywda ist mit 65 Einwohnern pro km² dünn besiedelt. Die Okrzejka, ein Zufluss der Weichsel, fließt durch das nördliche Dorfgebiet.

## Geschichte
Nach den Teilungen Polens wurde die Region 1795 Teil des Habsburgerreiches und 1809 Teil des Großherzogtums Warschau. Von 1815 bis zur Zeit des Ersten Weltkriegs gehörte diese zu Kongresspolen bzw. später zu Russisch-Polen.
Die Zeit der Zweiten Republik wurde 1939 durch den Überfall auf Polen beendet. Eine Einheit der Polnischen Heimatarmee (AK) zerstörte im November 1943 die Bahnstrecke und legte den Schienenverkehr dauerhaft lahm. Der Zweite Weltkrieg war beendet, nachdem die Rote Armee am 23. Juli 1944 in Łuków einmarschierte.
Von 1975 bis 1998 gehörte die Region zur Woiwodschaft Siedlce, der Powiat war in dieser Zeit aufgelöst. Die Einwohnerzahl von Wola Okrzejska sank von 948 in 2002 über 927 in 2009 auf 833 in 2021. Im Jahr 2023 gab es im Dorf einen Kindergarten mit 25 Kindern. Die Grundschule besuchten im selben Jahr 83 Schüler in acht Klassen.
Die Gemeinde ist ein typisch landwirtschaftlich geprägtes Gebiet. Seit dem Beitritt zur Europäischen Union hat sich die Landwirtschaft, vor allem im Bereich der Milchproduktion, rasant entwickelt.

## Museum und Sehenswürdigkeiten
Das Henryk-Sienkiewicz-Museum ist im ehemaligen Herrenhaus eingerichtet, 2023 wurden 11.560 Besucher registriert. Das Anwesen mit Herrenhaus, Nebengebäuden sowie Park stammt aus der ersten Hälfte des 19. Jahrhunderts und steht unter Denkmalschutz.
Teresa Cieciszowska, geborene Lelewel, die Urgroßmutter von Henryk Sienkiewicz, ließ 1793 die Pfarrkirche im benachbarten Okrzeja errichten. Sie wurde 1806 von Bischof Kasper Kazimierz Cieciszowski geweiht. Sie wurde wie ihr Ehemann sowie ihr Sohn Adam Kolumna und dessen Ehefrau Felicjanna in der Kirche begraben. Stefania Sienkiewicz, die Mutter des Schriftstellers, starb am 1. September 1873 und wurde auf dem Friedhof in Okrzeja begraben.

## Verkehr
Wola Okrzejska liegt an der Bahnstrecke von Łuków nach Radom. Auf seiner Gemarkung liegen die Bahnstation Okrzeja im Süden sowie der Haltepunkt Hordzieżka im Osten. Die Woiwodschaftsstraße DW808 verläuft östlich des Gemeindegebiets. Der nächste internationale Flughafen ist Lublin.

## Persönlichkeiten
- Henryk Sienkiewicz (1846–1916), Schriftsteller und Nobelpreisträger
- Lewis Namier (1888–1960), englischer Historiker.